# Prijezda I.
Prijezda I. Kotromanić je bil od leta 1250 do 1287 bosanski ban kot vazal Kraljevine Ogrske in verjetno ustanovitelj dinastije Kotromanić, * 1211, † 8. maj 1287, Slavonija. 

## Biografija

### Od krščanstva do herezije in nazaj
Prijezda je bil prvotno katolik, ki se je zatem spreobrnil v bogomilstvo. Po papeževem pismu banu Mateju Ninoslavu se je med  Matejevo vladavino spet spreobrnil v katolištvo. Ker mu zaradi spreobrnitev ni bilo mogoče zaupati, je bil prisiljen poslati svojega sina kot jamstvo v dominikanski red. Ban Matej Ninoslav je prosil papeža, naj Prijezdinega sina Prijezdo II. izpusti, in jamčil, da sta verna katolika, vendar je prošnja naletela na gluha ušesa.

### Vladanje med križarsko vojno
Med križarsko vojno v Bosni (1234–1239) proti bogomilom in Mateju Ninoslavu je krščanskim vojskam poveljeval herceg Koloman. Koloman je  osvojil večino Bosne  in Matej in njegova vojska sta se morala začasno umakniti. Prijezdi, ki je bil njegov najbližnji živeči sorodnik,  je podelil nalov bosanskega bana. Prijezda je vladal samo dve leti, ker je Matej po porazu Ogrov v bitki s Tatari uspel ponovno vzpostaviti svojo oblast  nad večino Bosne. Prijezda je v smrtni nevarnosti pobegnil na Ogrsko.

### Ban
Po smrti Mateja Ninoslava leta 1250 se je odprlo vprašanje oblasti nad Bosno. Ninoslavovi sinovi so se pogumno borili, da bi Bosno ohranili neodvisno, vendar je  ogrski kralj Béla IV. sčasoma podredil Bosno in postavil Prijezdo za bana, ki je jamčil, da bo vladal v ogrskem imenu. Ko je postal ban, je začel iztrebljati krivoversko bogumilstvo v Bosni. Zaradi neusmiljenega boja proti bogomilom je papež ukazal dominikancem, naj mu vrnejo sina, saj je bilo videti, da je Prijezda postal pobožen katoličan. 11. novembra 1253 je kralj Bela zapisal, kako se je s svojimi vojskami težko boril proti bosanskim krivovercem. Po tem je razdelil  bosansko banovino tako, da je Prijezda za svojo dedno posest dobil del Bosne med dolinama rek Vrbas in Bosna.
Ustanovljeni sta bili tudi banovini Usora in Soli, v katerih so vladali bani Rostislav, Béla in Mihael, ki jih je imenoval kralj. Banovini sta bili kasneje priključeni k banovini  Mačvi (Macsó), ki je bila povzdignjena v vojvodstvo. Sčasoma je bila vojvodini Mačvi podrejena cela Bosna.
Prijezda je zaradi svojih junaških bojev proti bogomilom od ogrskega kralja prejel naslov "Fidelis Noster" ("Naš verni") in več posesti v okolici Gornjega Miholjca. Ogrski kralj Béla IV. je zatem napadel srbsko kraljevino Raško kralja Štefana Uroša I. in leta 1254 osvojil Zahumje, ki ga je priključil Prijezdini Bosni. Po sklenitvi miru med Ogrsko in Srbijo so Zahumje vrnili Raški. Leta 1255 je ogrski kralj bosanskemu banu podelil nove posesti v Slavoniji. Prijezda je moral leta 1260 napotiti bosanske sile v ogrsko vojsko za boj proti češkemu kralju.
Leta 1270 je kralj Béla IV. umrl. Nasledil ga je njegov sin Štefan V. Mogočni vojvoda Mačve je bil v vojni leta 1272 ubit. Istega leta je umrl tudi kralj Štefan V. Ogrski prestol je nasledil njegov sin Ladislav IV., ki je bil premlad, da bi vladal samostojno, zato je kot regentka vladala njegova mati Elizabeta Kumanka.
V teh časih menjav oblasti na Ogrskem je Prijezdova moč močno padla. Bosno je v svoje naslove vključilo več ogrskih plemičev, med njimi ogrski zakladnik Ugrin iz Severina, v Bosni pa se je pojavil bosanski plemič Štefan, ki je po vplivu in ugledu; močno prekašal Prijezdo.
Leta 1284 je Prijezda organiziral poroko med srbsko princeso Jelisaveto, hčerko sremskega kralja Stefana Dragutina, in njegovim sinom Štefanom I. Kotromanićem, da bi z njo sklenil večno zavezništvo z Dragutinom.
Prijeza je bil leta 1287 zaradi starosti prisiljen umakniti se s prestola. Zadnja leta je preživel na svoji posesti v Zemljeniku v Slavoniji.

## Otroci
Prijezda je imel štiri otroke: 
- Štefana I. Kotromanića, ki morda ni bil njegov sin,
- Prijezdo II.,
- Vuka, umrl 1287, in
- hčerko, poročeno s plemičem Štefanom Vodičkim iz hrvaške rodbine Babonić.